# 리정화
리정화(1990년 10월 10일~)는 조선민주주의인민공화국의 역도 선수이다.